# Bohdan Szachno
Bohdan Szachno (lit. Bogdans Šahno, ros. Богдан Брониславовичur Шахно, ur. 14 października 1868 w majątku Józefowo w powiecie dyneburskim, zm. 13 września 1955 w Łodzi) – prawnik, ziemianin, poseł do Dumy Państwowej Imperium Rosyjskiego, działacz społeczny.

## Życiorys
Urodził się w rodzinnym majątku w Józefowie. Był synem Józefa Szachny i Kazimiery z Kamieńskich. Ukończył gimnazjum niemieckie w Rydze, a następnie studiował w latach 1887–1892 prawo na Uniwersytecie w Dorpacie. Należał do korporacji studenckiej „Polonia” i do Stowarzyszenia Miłośników Przyrody będącego organizacją patriotyczną. Studia ukończył w oparciu o pracę „Darowizna w prawie rosyjskim”, uzyskując stopień kandydata. Następnie pracował jako kurator gimnazjalny w Dyneburgu. W latach 1893–1898 w Dyneburgu pracował jako przedstawiciel Ministerstwa Majątków Państwowych. W 1898 osiadł w Józefowie, wybudował w nim dom oraz utworzył ogród botaniczny z bogatym zbiorem roślinności, odwiedzały go wycieczki naukowe. Zgromadził również bibliotekę liczącą ok. 2 tys. tomów, starodruków i rękopisów. W latach 1919–1945 mieszkał w Wilnie. Po II wojnie światowej mieszkał w Łodzi. Był autorem wspomnień z okresu okupacji niemieckiej i rosyjskiej Wilna.

### Działalność polityczna
W marcu 1906 został wybrany posłem z guberni witebskiej w I wyborach do Dumy Państwowej Imperium Rosyjskiego. Należał do Koła Terytorialnego Litwy i Białej Rusi. Propagował w nim program agrarny Stronnictwa Polityki Realnej – był przeciwnikiem przymusowych wywłaszczeń, zwolennikiem naturalnej parcelacji oraz długoterminowych kredytów na powiększanie gospodarstw. Posłem był do rozwiązania Dumy 8 lipca 1906. W 1906 w „Kurierze Litewskim” był sygnatariuszem „Odezwy posłów Polaków z Litwy i Rusi” krytycznej wobec rządu Iwana Goremykina i zachęcającej do udziału w wyborach. W 1907 został wybrany na posła do II Dumy z kurii ziemskiej w Dźwińsku, lecz odmówił przyjęcia mandatu z powodu rozczarowania działalnością parlamentarną. W 1911 w pierwszych wyborach do ziemstw został radnym Ziemstwa Powiatu Dźwińskiego. Od 1912 był przewodniczącym komisji oświatowej Ziemstwie. Był członkiem Rady Ziemskiej Guberni Witebskiej, a w 1918 został marszałkiem szlachty witebskiej. W 1918 został naczelnikiem powiatu dźwińskiego. W latach 1919–1920 był pierwszym starostą w Brasławiu z ramienia państwa Polskiego. Działał na rzecz scalenia linii kolejowej Dukszty – Opsa – Druja.

### Pozostała działalność
Działał także społecznie – był sędzią honorowym sądu okręgowego w Dźwińsku, w Witebsku, a także w Wilnie. Był deputowanym oraz przewodniczącym (1901–1911) Ziemstwa Dyneburskiego (Dźwińskiego). Był członkiem, członkiem honorowym oraz prezesem (od 1907) Towarzystwa Rolniczego w Witebsku i od 1901 jego delegatem z guberni witebskiej na wystawę rolniczą w Mińsku. W latach 1902–1903 należał do dźwińskiego komitetu powiatowego. W 1905 został członkiem Komitetu Gubernialnego Witebskiego, w ramach którego należał również rady nadzwyczajnej do spraw potrzeb i reformy produkcji rolnej. Był w latach 1902–1919 członkiem poszerzonej rady nadzorczej Towarzystwa Wzajemnych Ubezpieczeń Rolnych w Mińsku. Od 1912 był prezesem Rady Towarzystwa Wzajemnego Kredytu Ziemian w Witebsku. W 1918 został członkiem Samoobrony Litwy i Białorusi.
W Wilnie był członkiem zarządu Towarzystwa Dobroczynności, wiceprezesem oraz prezesem (1939–1940) Banku Ziemskiego oraz Polskiej Macierzy Szkolnej (od 1922), prezesem Zjednoczenia Byłych Studentów Uniwersytetu Dorpackiego i Związku Ziemian Inflantczyków. Od 1933 był członkiem zarządu wileńskiego Stowarzyszenia im. Stanisława i Józefa Montwiłłów.

### Życie prywatne
Jego żoną była Natalia z Ledóchowskich, z którą miał córkę Marię Kazimierę Łubieńską (ur. 1913). Został pochowany na cmentarzu Doły w Łodzi.

## Publikacje
- „Dorpat 1887–1892. Fragmenty pamiętnika pisanego w Wilnie w latach 1940–1945” (1945),
- „Dwa fragmenty pamiętnika pisanego w Wilnie w latach 1940–1945: Dorpat 1887–1892” (Warszawa 1999),
- „Jubileusz Konwentu 1928 w Wilnie” (Warszawa 1999)[1].

## Ordery i odznaczenia
- Krzyż Oficerski Orderu Odrodzenia Polski (28 kwietnia 1926)[2]